# Julius Caesar Egyiptomban
A Julius Caesar Egyiptomban (Giulio Cesare in Egitto, gyakran Giulio Cesare vagy Julius Caesar) Georg Friedrich Händel 1723–24-ben komponált háromfelvonásos operája. Olasz nyelvű  szövegkönyvét Nicola Francesco Haym írta, bemutatója 1724-ben volt Londonban.

## A mű keletkezése
Az operát Händel a londoni King’s Theatre számára komponálta 1723–1724-ben, a Royal Academy of Music megbízásából. A társaságot még 1719-ben alapították angol arisztokraták, hogy új barokk operák és opera seriák születését segítsék elő (a vállalkozás nem azonos az 1822-ben alapított ugyancsak londoni konzervatóriummal). A szövegkönyvét Nicola Francesco Haym, olasz librettista írta. Anyagát egy másik szövegkönyvíró, a velencei Giacomo Francesco Bussani korábbi szövegéből vette, ami alapján született Antonio Sartorio ugyancsak Giulio Cesare in Egitto című operája 1676-ban. Haym azonban feltehetően több más forrást is felhasznált, és az is valószínű, hogy a librettó készülési folyamatát maga Händel felügyelte (Händel és Haym munkakapcsolata 1713-ban kezdődött, a Teseo című operával). A librettó meglehetősen túlbonyolított, a történetet mégis összefogott, megtartja a drámai egységet, az egyik legjobb, amiből Händel operát írt.

## Szereplők
A hangnem oszlopban a bemutató előadáson szereplők hangnemei vannak jelölve. A kasztráltakat a 20. századtól a megszokott, de változatos hangnemekben éneklik.
| Szereplő                                                             | Hangfekvés    |
| -------------------------------------------------------------------- | ------------- |
| Giulio Cesare (Julius Caesar)                                        | kasztrált alt |
| Cleopatra (Kleopátra), Egyiptom királynője                           | szoprán       |
| Tolomeo (Ptolemaiosz), Egyiptom királya, Kleopátra testvére és férje | kasztrált alt |
| Cornelia, Pompeius özvegye                                           | kontraalt     |
| Sesto (Sextus), Cornelia mostohafia                                  | szoprán       |
| Achilla (Akhillasz), Ptolemaiosz hadvezére                           | basszus       |
| Curio, praetor, Caesar hadvezére                                     | basszus       |
| Nireno (Nirenus), Kleopátra és Ptolemaiosz szolgája                  | kasztrált alt |

- Helyszín: Egyiptom.
- Időpont: I. e. 48.

## Cselekmény

### Első felvonás
Caesar Pompeius ellen indul seregével, és le is győzi. Cornelia, Pompeius második felesége könyörög Caesarnál férje életéért, és az meg is ígéri azzal a feltétellel, hogy személyesen találkozniuk kell. Pompeius Ptolemaioszhoz menekül, aki azonban megöli. Akhillasz, az egyiptomi fővezér Caesarhoz megy, és ajándékai között bemutatja Pompeius levágott fejét is – Ptolemaiosz jóindulata jeléül. Caesar felháborodik, undorodik a tettől. Curio felajánlja az özvegynek, hogy bosszút áll, remélve, hogy ezt követően az övé lehet az asszony. Cornelia elutasítja az ajánlatot, mondván, hogy egy másik halál nem enyhíti a fájdalmát, és öngyilkosságot kísérel meg, fia, Sextus pedig bosszút esküszik apja halála miatt. Az álnok gyilkosságtól szintén undorodó Kleopátra szövetséget akar kötni Caesarral bátyja, uralkodótársa, Ptolemaiosz ellen. Akhillasz vezér azt mondja Ptolemaiosznak, hogy megöli Caesart, ha az övé lesz Cornelia. Sextus viadalra hívja ki Ptolemaioszt, de az elfogatja a fiút, anyját pedig szolgának állítja. Ekkor Akhillasz közeledni próbál Corneliához, cserébe szabadságot ígér, de az asszony elutasítja.

### Második felvonás
Kleopátra palotájában a királynő azt tervezi, hogy szövetségre lép Caesarral. Ehhez előbb álruhában, Lidia néven jelenik meg előtte, és megpróbálja elcsábítani. Ptolemaiosz palotájában közben Akhillasz, majd Ptolemaiosz is meg akarja környékezni Corneliát, de az özvegy visszautasítja őket, majd ismét öngyilkosságot akar elkövetni, ám az épp időben érkező fia, Sextus közbelép. Caesar és „Lidia” egyre közelebb kerülnek egymáshoz, amikor hírt kapnak arról, hogy lázadás tört ki, és a nép Caesar halálát akarja. Ekkor „Lidia” leleplezi magát, és Kleopátraként sikertelen kísérletet tesz a helyzet rendezésére. Ezután arra kéri Caesart, hogy meneküljön, de az kitart, és találkozni akar árulóival. Ptolemaiosz Cornelia iránti érzelmeiről szól, amikor Sextus rátámad, de az érkező Akhillasz megmenti. Sextus a kardjába akar dőlni, de anyja megmenti. Akhillasz azért, mert megmentette Ptolemaioszt, jutalmat követel magának: Corneliát. Az uralkodó azonban elutasítja a kérést, mire Akhillaszban kihűl a hűség érzése, és ettől kezdve ellenségként gondol urára. Hír jön a csatából, miszerint Caesar meghalt, a tengerbe veszett.

### Harmadik felvonás

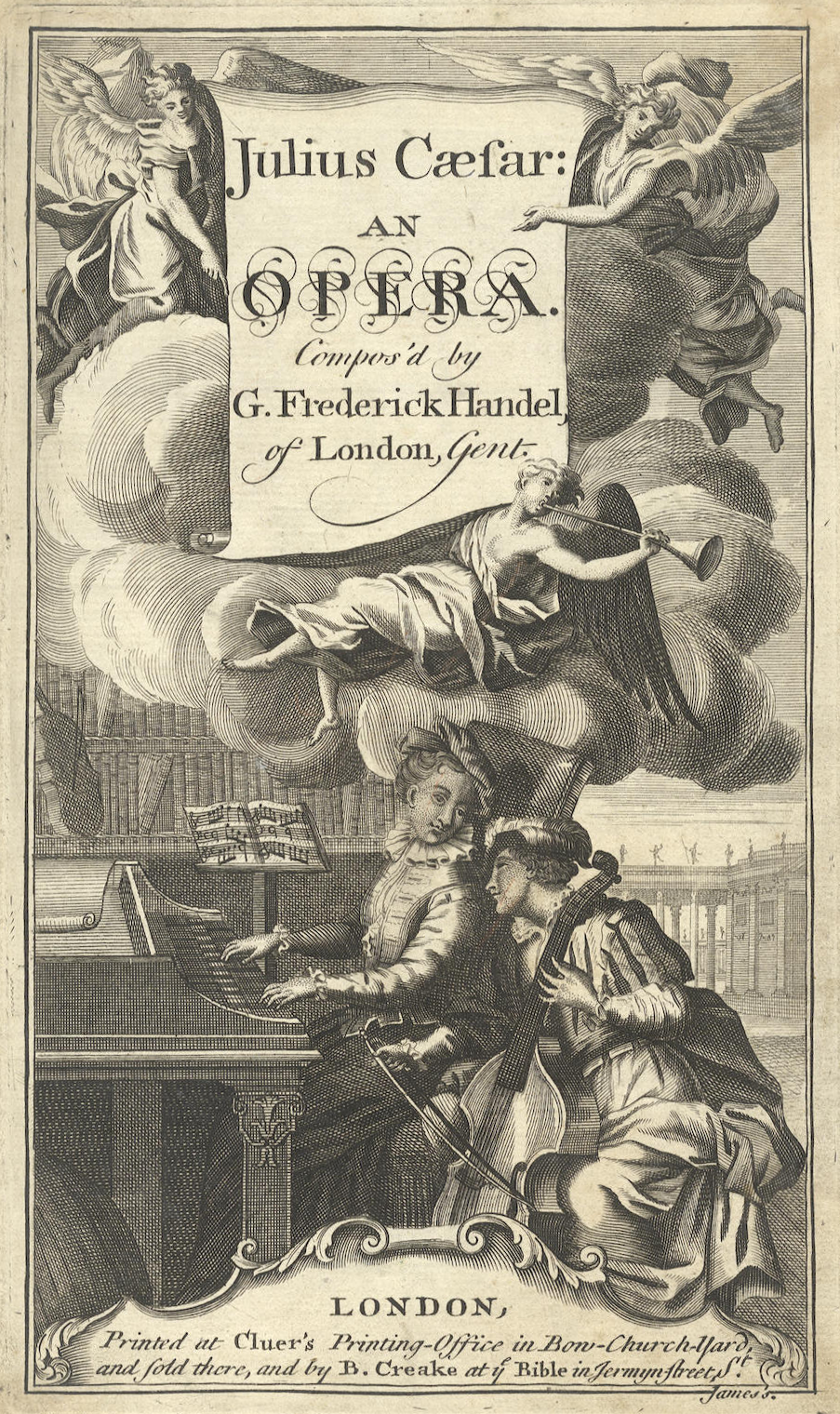
Az első nyomtatott kiadás címlapja (1724)

Harc robban ki Kleopátra és Ptolemaiosz között. A bosszúra szomjas Akhillasz Kleopátra rendelkezésére bocsátja katonáit, ennek ellenére Ptolemaiosz kerekedik felül, és a barátaitól búcsúzó Kleopátrát börtönbe veti. Caesar mégsem veszett a tengerbe, és katonáival Kleopátra kiszabadítására érkezik. Miközben Sextus Ptolemaioszt keresi, rátalál a sebesült Akhillaszra, aki halála előtt még átadja azt a pecsétet, amivel irányíthatja a seregeit. Közben Ptolemaiosz ismét Corneliát ostromolja, amikor megérkezik Sextus, és megöli a királyt. Kleopátra boldog, hogy Caesar él, aki kihirdeti, hogy Kleopátra a királynő, és élvezi támogatását. A győztes Caesar és Kleopátra Alexandriában fogadják Corneliát és Sextust, barátjukként üdvözlik őket, majd egymás iránti szerelmükről énekelnek, ami egyben a békét is elhozta Egyiptomba.

## A mű színpadra állítása
A Julius Caesart 1724. február 20-án mutatták be a Londonban, a King’s Theatre-ben, a Haymarketen. Az opera azonnal nagy sikert aratott, amihez a kiváló énekesek is hozzájárultak. A címszerepet a híres kasztrált énekes, Senesino, Kleopátrát pedig Francesca Cuzzoni énekelte. A további szerepekben Gaetano Berenstadt (Ptolemaiosz), Anastasia Robinson (Cornelia), Margherita Durastanti (Sextus), Giuseppe Maria Boschi (Akhillasz), John Lagarde (Curio) és Giuseppe Bigonzi (Nireno) remekeltek.
Händel az operát 1725-ben, 1730-ban és 1732-ben némileg átdolgozta Párizs, Hamburg és Braunschweig számára. A Giulio Cesare a későbbiekben – sikerei ellenére, a legtöbb Händel-operával egyetemben – feledésbe merült. Csak a 20. században fedezték fel újra, és 1922-ben a Händel-rajongó Oskar Hagen mutatta be Göttingenben. Az újra felfedezett operát azóta is gyakran játsszák a világ operaházai, és a Händel-operák közül ebből készült a legtöbb hangfelvétel.

## Az előadások története és fogadtatása

### Tizenkilencedik század

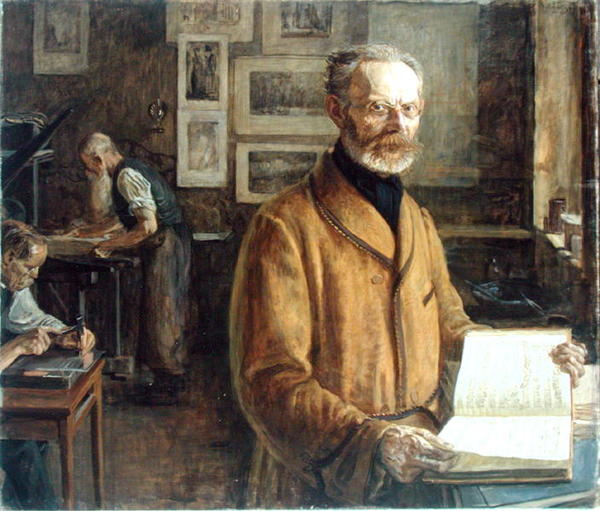
Friedrich Chrysander

A 19. században Breitkopf & Härtel publikálta Händel összes művét (Händel-Gesellschaft), amelynek szerkesztője Friedrich Chrysander volt. 1875-ben Chrysander elkészítette a zeneszerző teljes partitúráját, felhasználva a londoni Royal Collectiont is, így jelent meg kötete különböző formákban. Többek közt tartalmazta Händel komoly operáit is (opera seria), de a Julius Caesar Egyiptomban című műve nem volt publikus a 19. században; a komoly operákat felváltották az angol nyelvű oratóriumok széles énekkari változatokban. A század végére úgy Händel, mint Bussani operái elavulttá váltak; a Julius Caesar Egyiptomban operát akkor a római Teatro Argentinában játszották kisebb-nagyobb gyakorisággal.
1880-ban 52 darabot választott ki William Thomas az operákból és az oratóriumokból a Royal Edition gyűjteménybe, melyeket Maria X. Hayes fordított angol nyelvre. Ezek közül csak három köthető a Julius Caesar operához, mindhárom Kleopátra dala: Piangerò la sorte mia; V'adoro, pupille, saette d'amore; Da tempeste. Händel eredeti műveiből 1878-ban Chrysander jelentetett meg egy hétkötetes kiadványt, amely operáit és oratóriumait tartalmazta. A lehetséges énekhangok szoprán, mezzoszoprán, alt, tenor, basszusáriát vagy recitativót kaptak. Az összes szöveg németül volt, olasz, illetve angol hivatkozás nélkül. A hét kötetben mindössze hat darab volt a Julius Caesarból: Alma del gran Pompeo (1. kötet), Priva son d’ogni conforta (2. kötet), V'adoro pupille (3. kötet), Svegliatevi nel core (4. kötet), Nel tuo seno, amico sasso és Tutto può donna vezzosa (5. kötet).

### Huszadik század

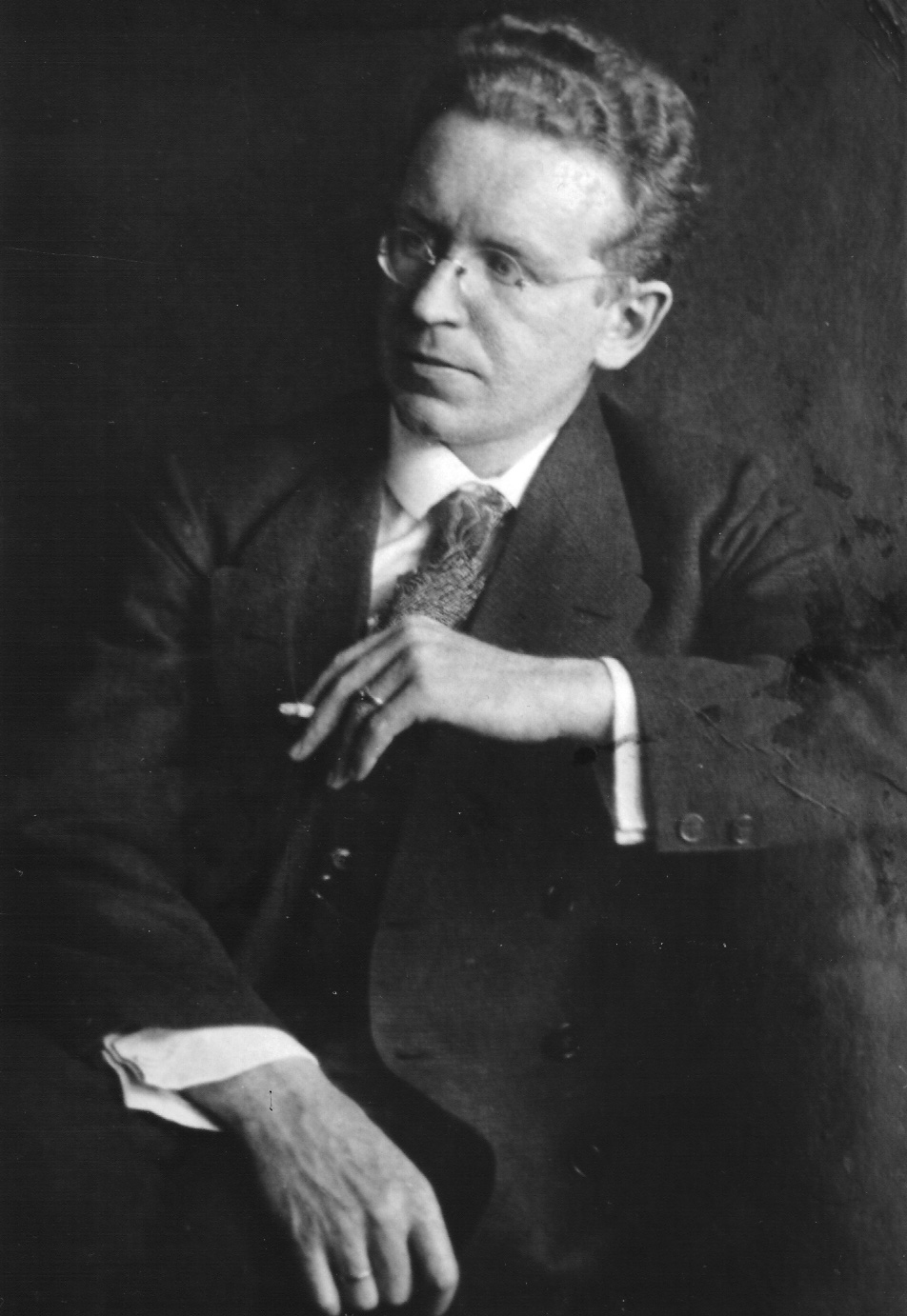
Oskar Hagen, német művészettörténész, többek között neki köszönhető Händel operáinak a színrevitele Göttingenben

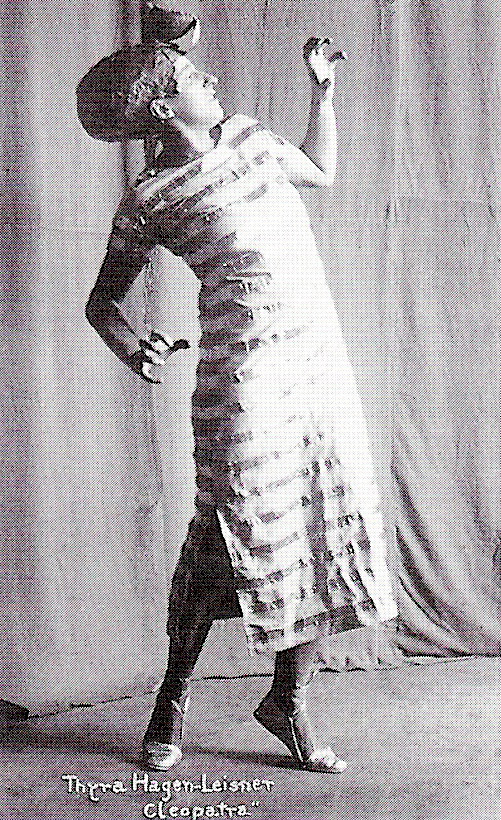
Thyra Leisner-Hagen, Oskar Hagen felesége és az ünnepelt kontraalt, Emmi Leisner húga, énekli Kleopátrát Göttingenben, 1922-ben

Händel operáit sikerült a 20. században is újraéleszteni Oskar Hagen és más Händel szerelmesek segítségével. Az első Julius Caesar előadás 1922. július 22-én volt Göttingenben, amely az expresszionizmus jegyeit viselte. Oskar Hagen koncepciója és elképzelései miatt alakítottak a mű szerkezetén, úgy zeneileg, mint hangilag: a férfi kasztrált szerepeket átírták baritonra, tenorra és basszusra. A kórus helyi emberekből állt, és a főbb szerepeket Wilhelm Guttmann mint Caesar, Thyra Hagen-Leisner mint Kleopátra, Bruno Bergmann mint Ptolemaiosz, Eleanor Reynolds mint Cornelia és G.A. Walter mint Sextus alakították. Hagen vokális partitúra változtatásait az operával kapcsolatban C.F. Peters publikálta. Ez a változat terjedt el Németország különböző területein. Mindössze öt év alatt 38 helyen (Hans Knappertsbusch és Karl Böhm irányítása alatt Münchenben 1923-ban); a szomszédos országokban, mint Ausztriában (Bécs), Svájcban (Basel, Zürich, Bern) és Dániában (Koppenhága) is rendezték Händel Julius Caesar Egyiptomban című operáját.
Az első amerikai előadásnak a Smith College of Music adott otthont 1927-ben, Northampton-ban (Massachusetts). Nagy-Britanniában 1930-ban mutatták be angolul a Scala Theatre-ben. 1966-ban a New York-i operaház (New York City Opera) is műsorra tűzte az operát, Caesart Norman Treigle, Kleopátrát Beverly Sills énekelte.
A modern idők első teljes, megfelelő hangmagasságokkal előadott operájának bemutatójára 1977-ben került sor a Barber Institute of Fine Arts-ban (Birmingham, Anglia). Händel operái közül ez bizonyult a legsikeresebbnek, több mint kétszáz előadással több különböző országban.
A modern átdolgozásokban a kasztrált  címszerepeket átírták (castrato–kontraalt, mezzoszoprán–kontratenor). Nirenus és Ptolemaiosz szerepeit viszont meghagyták. Sextus szerepét átírták szopránra, de a mezzoszoprán éneklési módot használják leginkább.
Sokak szerint a Julius Caesar talán az egyik legkiválóbb olasz operája Händelnek az opera seriái között. Fantasztikusnak tartják vokális téren a drámaiságot és a zenekari megoldásokat. Az operát napjainkban is előszeretettel játsszák.

## A zenéről
Szakértők szerint a Giulio Cesare Händel Royal Academyben eltöltött periódusa csúcspontjának számít. A nagyszabású szövegkönyvre hasonlóan monumentális zenemű született. Ez nem csak az opera hosszára, időtartamára utal (a hangfelvételek mintegy három és fél órásak, a színpadi előadások ennél is hosszabbak), hanem a zene kvalitására is utal. Az opera szereplői közül Kleopátra alakja a legnagyszerűbb, talán Händel legjobb operai nőalakja. Összetett egyéniség, ravasz, hatalmat akaró, csábító, majd őszintén szerelmes. Legkiemelkedőbb a második felvonásbeli Se pietà di me non senti kezdetű recitativója és áriája, amelyben saját sorsáról, bosszújáról és Caesar iránti szerelméről énekel. Érzéki karakterét a V'adoro pupille áriában mutatja meg. Érdekes, hogy Julius Caesar alakja kevéssé kidolgozott a librettóban, így bátorságát, nemes tulajdonságait Händelnek zeneileg kellett életre kelteni. Cornelia és Sextus, de még Ptolemaiosz is statikus karakterek, egyetlen érzelmet mutatnak: fájdalmat, bosszút, illetve álnokságot. Ellentmondásai ellenére az opera Händel legremekebb olasz operája, sőt talán a zenetörténet legjobb opera seriája.

## Az opera fontosabb áriái
| Első felvonás - Empio, dirò, tu sei (Julius Caesar) - Priva son d’ogni conforto (Cornelia) - Svegliatevi nel core (Sextus) - Non disperar, chi sa? (Kleopátra) - L’empio, sleale, indegno (Ptolemaiosz) - Non è si vago e bello (Julius Caesar) - Cara speme, questo core (Sextus) - Tu la mia stella sei (Kleopátra) - Va tacito e nascosto (Julius Caesar) | Második felvonás - V’adoro pupille (Kleopátra) - L’angue offeso mai riposa (Sextus) - Al lampo dell’armi (Julius Caesar) - Se pietà di me non senti (Kleopátra) - L'aure che spira (Sextus) | Harmadik felvonás - Piangerò la sorte mia (Kleopátra) - Dall’ondoso periglio… Quel Torrente (Julius Caesar) - La giustizia ha già sull’arco (Sextus) - Da tempeste il legno infranto (Kleopátra) - Non ha più che temere (Cornelia) |

## Felvételek
- Julius Caesar – Janet Baker, Kleopátra – Valerie Masterson, Cornelia – Sarah Walker, Sextus – Della Jones, Ptolemaiosz – James Bowman, Akhillasz – John Tomlinson, Nirenus – David James, Curio – Christopher Booth-Jones. Közreműködik: English National Opera Orchestra and Chorus, vezényel: Charles Mackerras. A felvétel ideje: 1965. Kiadó: EMI DSC-3974, 3 CD.
- Julius Caesar – Walter Berry, Kleopátra – Lucia Popp, Cornelia – Christa Ludwig, Sextus – Fritz Wunderlich, Ptolemaiosz – Karl Christian Kohn, Akhillasz – Hans Gunther Nöcker, Nirenus – Max Pröbstl, Curio – Hans Bruno Ernst. Közreműködik: Munich Philharmonic Orchestra, Bavarian Radio Chorus, vezényel: Ferdinand Leitner. A felvétel ideje: 1965. Kiadó: OPD 1192, 3 CD.
- Julius Caesar – Dietrich Fischer-Dieskau, Kleopátra – Tatiana Troyanos, Cornelia – Hamari Júlia, Sextus – Peter Schreier, Ptolemaiosz – Franz Crass, Akhillasz – Ernst Gerold Schramm, Nirenus – Michael Schopper, Curio – Wolfgang Schöne. Közreműködik: Munich Bach Orchestra, Munich Bach Choir, vezényel: Karl Richter. A felvétel ideje: 1969. Kiadó: Deutsche Grammophon 413 897-1, 4 CD.
- Julius Caesar – Jennifer Larmore, Kleopátra – Barbara Schlick, Cornelia – Bernarda Fink, Sextus – Marianne Rørholm, Ptolemaiosz – Derek Lee Ragin, Akhillasz – Furio Zanasi, Nirenus – Dominique Visse, Curio – Olivier Lallouette. Közreműködik: a Concerto Köln, vezényel: René Jacobs. A felvétel ideje: 1991. Kiadó: Harmonia Mundi HMC 901385.87, 4 CD.
- Julius Caesar – Lawrence Zazzo, Kleopátra – Natalie Dessay, Cornelia – Varduhi Abrahamya, Sextus – Isabel Leonard, Ptolemaiosz – Christophe Dumaux, Akhillasz – Nathan Berg, Nirenus – Dominique Visse, Curio – Aimery Lefèvre. Közreműködik: Le Concert d’Astrée, vezényel: Emmanuelle Haïm. A felvétel ideje: 2012. Kiadó: Virgin 0709399, 2 DVD.

## Fordítás
Ez a szócikk részben vagy egészben  a   Giulio Cesare című angol Wikipédia-szócikk ezen változatának fordításán alapul.  Az eredeti cikk szerkesztőit annak laptörténete sorolja fel. Ez a jelzés csupán a megfogalmazás eredetét és a szerzői jogokat jelzi, nem szolgál a cikkben szereplő információk forrásmegjelöléseként.